# Сеник Сергій Сергійович
Сергій Сергійович Сеник — старший сержант Збройних Сил України, учасник російсько-української війни, що загинув у ході російського вторгнення в Україну в 2022 році.

## Життєпис
Народився 26 лютого 1987 року в селі Звірівці (з 2020 року — Новоукраїнської міської громади) Новоукраїнського району Кіровоградської області. 
Навчався у місцевій школі, а у старших класах був учнем Новоукраїнської школи № 4. Потім вступив до машинобудівного технікуму. Під час строкової служба в Збройних Силах України пройшов підготовку у 169 навчальному центрі «Десна». Продовжив військову службу у танкових військах, отримав звання молодшого сержанта, був командиром танку. Після закінченню контракту зі Збройними Силами України, для отримання професії залізничника, закінчив ПТУ, працював помічником машиніста. З 2014 року брав участь в Антитерористичній операції та Операції об'єднаних сил на сході України у складі морської піхоти Збройних Сил України протягом майже 4 років. Брав участь у захисті Маріуполя, Волновахи. Під час служби в АТО/ООС командував взводом, був поранений у боях. Нагороджений орденом та сімома медалями. Після демобілізації працював в місті Одесі на консервному заводі бригадиром дільниці. З початком повномасштабного російського вторгнення в Україну був призваний до війська за мобілізацією й перебував на передовій. Обіймав військову посаду — командир танка. 
Загинув 14 березня 2022 року поблизу с. Червоне Миколаївської області. Поховали загиблого на Алеї Героїв Новоукраїнської громади 2 квітня 2022 року. Цей день було оголошено жалобним у Новоукраїнській громаді.

## Родина
У загиблого залишилася мама та дружина Яна (у шлюбі з 2016 року).

## Нагороди
- орден «За мужність» III ступеня (2022, посмертно) — за особисту мужність і самовіддані дії, виявлені у захисті державного суверенітету та територіальної цілісності України, вірність військовій присязі[2].